# قطعنامه ۱۱۴۳ شورای امنیت
قطعنامه  ۱۱۴۳ شورای امنیت سازمان ملل متحد که در تاریخ ۰۴ دسامبر ۱۹۹۷ تصویب شد، سندی بین‌المللی دربارهٔ بررسی وضعیت میان عراق و کویت است. این قطعنامه طی نشست ۳۸۴۰ام با ۱۵ رای موافق، ۰ مخالف و ۰ ممتنع تصویب شد.